# 沖田絃乃
沖田 絃乃（おきた いとの、2014年6月20日 - ）は、日本の子役。ハリウッドラテ所属。

## 人物
- 好きな食べ物はグミ[1]。

## 出演

### テレビドラマ
- 世にも奇妙な物語'23 夏の特別編「視線」（2023年6月17日、フジテレビ） - 新谷杏奈（8歳時） 役
- 仮面ライダーガッチャード（2023年9月3日 - 2024年8月25日、テレビ朝日） - アトロポス 役

### 映画
- 仮面ライダーガッチャード ザ・フューチャー・デイブレイク（2024年7月26日） - アトロポス 役

### Webドラマ
- 冥黒の黙示録 ラケシス（2025年4月6日、東映特撮ファンクラブ） - アトロポス 役[4]

### MV
- 優里「おにごっこ」

### CM
- オークロン スレンダートーン
- 東京電力エナジーパートナー「教えて家電王auあんしんウォッチャー編」

### ウェブCM
- エスティーローダー

### 動画
- 東京オリンピック 開会式ムービー

### メディア
- 講談社 だいすきプリキュア！デリシャスパーティプリキュア&プリキュアオールスターズファンブックvol.2
- 講談社 Aneひめ vol.9 - 14
- ハースト夫人画報者「美しいキモノ」

### オリジナルビデオ
- 我ら3年G（ガッチャ）組（2024年4月10日・8月7日） - アトロポス / 担任教師 役

## ディスコグラフィ

### キャラクターソング
| 発売日       | 商品名                             | 歌                                         | 楽曲        | 備考                                               |
| ------------ | ---------------------------------- | ------------------------------------------ | ----------- | -------------------------------------------------- |
| 2024年9月4日 | 仮面ライダーガッチャード SONG BEST | 冥黒の三姉妹（沖田絃乃&宮原華音&坂巻有紗） | 「CRY SIS」 | 特撮テレビドラマ『仮面ライダーガッチャード』関連曲 |